# أسبلاط أبيض
أسبلاط أبيض (الاسم العلمي:Aspalathus albens) هو نوع من النباتات يتبع جنس الأسبلاط من الفصيلة البقولية.